# Un traductor
Un traductor is een Canadees-Cubaanse film uit 2018, geregisseerd door Rodrigo en Sebastián Barriuso.

## Verhaal
Havana, 1989. Malin, een professor in de Russische literatuur krijgt een opdracht van de regering om als tolk te fungeren in een plaatselijk ziekenhuis. Hij wordt de tussenpersoon tussen de Cubaanse artsen en de families van jonge slachtoffers van de Tsjernobylramp. Hij is uitermate ontevreden over deze opdracht maar geraakt steeds meer en meer toegewijd aan de patiënten wat de relatie met zijn zwangere vrouw en jonge zoon niet ten goede komt.

## Rolverdeling
| Acteur          | Personage |
| --------------- | --------- |
| Libia Batista   |           |
| Marsha Chesley  |           |
| Shakyra Dowling |           |
| Rodrigo Santoro | Malin     |
| Maricel Álvarez | Gladys    |
| Yoandra Suárez  | Isona     |

## Release
Un traductor ging op 19 januari 2018 in première op het Sundance Film Festival in de World Cinema Dramatic Competition.